# أليخاندرو هرنانديز هرنانديز
أليخاندرو هرنانديز هرنانديز (بالإسبانية: Alejandro José Hernández Hernández)‏ هو حكم كرة قدم إسباني، ولد في 10 نوفمبر 1982 في Nervión ‏ في إسبانيا.